# U-matic

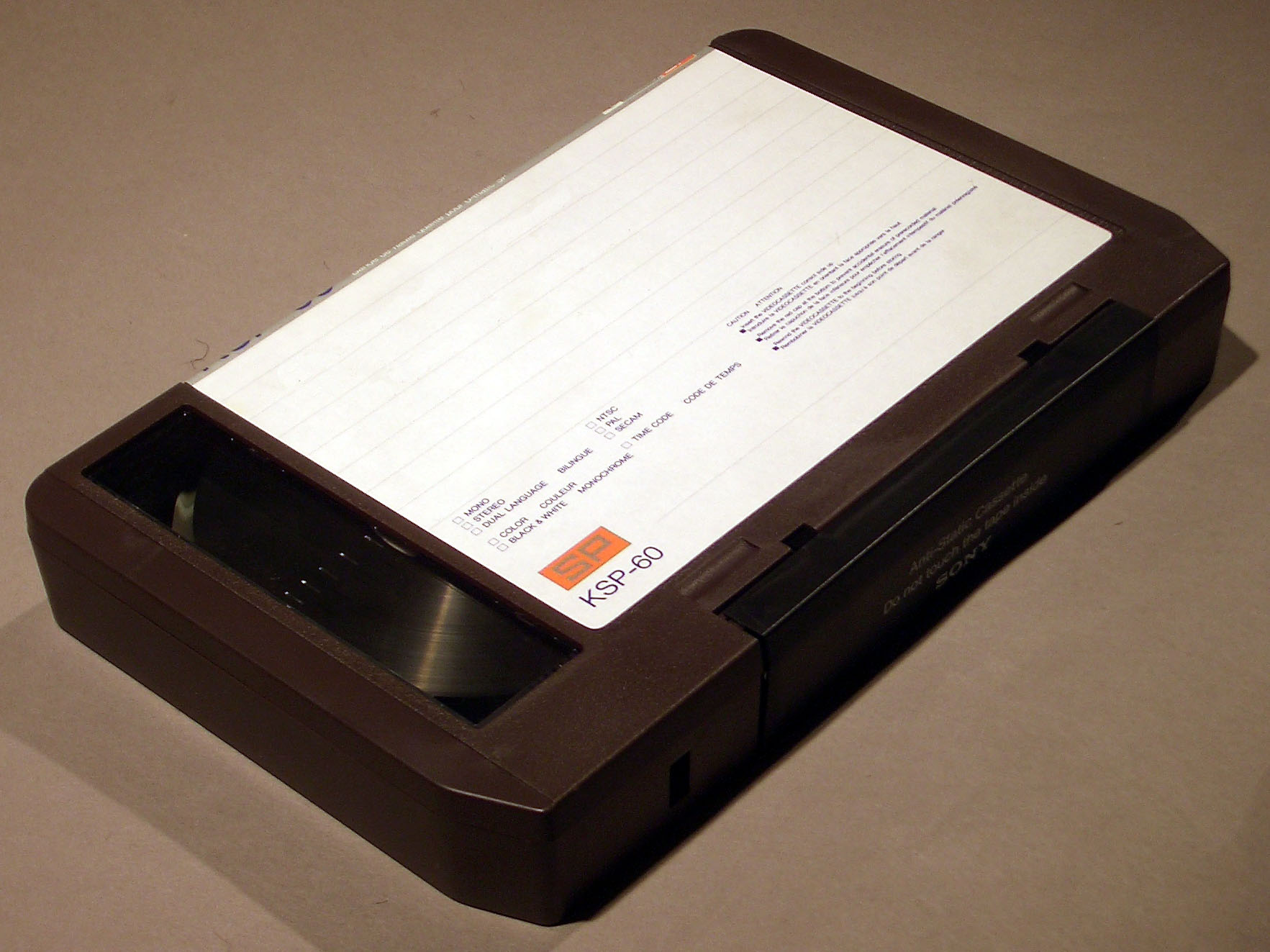
Una videocassetta U-matic

U-matic è un formato di videocassette per registrazione video analogica introdotto sul mercato dalla Sony nel 1971. 
Fu fra i primi formati professionali a usare una videocassetta per contenere il nastro magnetico, a differenza dei sistemi a bobina aperta. A differenza dei formati successivi, la bobina debitrice e quella raccoglitrice sono controrotanti, una in senso orario e l'altra in senso antiorario. Il formato venne standardizzato mediante un accordo tra Sony, JVC, Matsushita e cinque produttori non giapponesi.

## Storia
Il sistema U-matic permetteva la realizzazione di videoregistratori portatili più robusti e meno soggetti a problemi rispetto alle versioni portatili dei sistemi da un pollice di tipo B e C. Per l'uso portatile, esistono anche apposite videocassette di dimensioni ridotte, note ufficialmente come U-matic S. Più o meno come avviene in ambito domestico con il VHS-C, le videocassette U-Matic S (di autonomia pari a 20 minuti, ma la 3M era arrivata anche a 30 usando un nastro più sottile) richiedono un adattatore meccanico (Il KCA-1 Sony) per essere caricate nelle macchine a caricamento verticale, mentre i videoregistratori a caricamento frontale, introdotti dopo l'avvento di questo formato, possono leggerle direttamente. È stato l'U-matic S che ha rivoluzionato l'era delle riprese ENG, sostituendo man mano la pellicola cinematografica per questo tipo di utilizzo.
Alla fine degli anni 70 la Sony, pare anche su pressione delle emittenti, RAI in testa, introdusse la versione high band del formato, chiamata BVU, mentre la versione base divenne poi nota come 'low-band' o anche 'VO', dalla sigla del codice che la Sony dava a queste macchine. Il formato BVU ha un sistema di registrazione della crominanza migliorato e un rapporto segnale/rumore migliore. Nonostante il neo di richiedere un videoregistratore separato dalla telecamera, questo formato guadagnò un'enorme popolarità nelle riprese sul campo, e non solo di tipo giornalistico sostituendo in via definitiva la pellicola da 16mm. All'inizio degli anni 90, gran parte del mercato era stato tuttavia conquistato dal formato da 1/2 pollice della stessa Sony, il Betacam, che permetteva la realizzazione di videocamere e una migliore qualità d'immagine, soprattutto nelle copie successive. L'ultimo miglioramento dato al formato U-matic fu un ulteriore incremento della qualità di registrazione, consentito dai nastri al metallo, e fu chiamato U-matic SP, lo stesso suffisso del Betacam. Inoltre, la velocità operativa dei motori a presa diretta (ben 6 nel modello di punta BVU-950) era molto aumentata. Le registrazioni di prima generazione di questi due formati sono difficili da distinguere e hanno una qualità paragonabile.

## Descrizione generale
La larghezza del nastro era di 3/4 di pollice (19mm), da cui il termine usato per descrivere solitamente questo formato, 'tre quarti'. Il nome ufficiale U-matic deriva dalla forma di caricamento del nastro attorno al tamburo per la scansione elicoidale e dal dispositivo di caricamento automatico del nastro, a differenza dell'avvolgimento manuale richiesto per le bobine aperte. Anche il sistema Betacam, più tardi, userà lo stesso tipo di caricamento a U.
L'U-matic registra un segnale video composito, con sfasamento della sottoportante convertita. La risoluzione orizzontale registrabile dal nastro per l'U-matic standard è di circa 250 linee, contro le circa 330 trasmissibili dal sistema NTSC, e la durata delle videocassette arriva a 60 minuti.

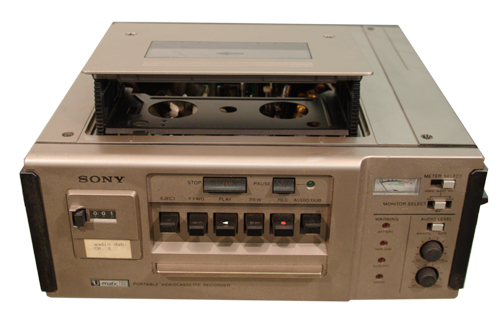
Un videoregistratore Sony in formato U-matic.

## Utilizzo
L'U-matic non è più un formato di produzione di larga diffusione, ma è ancora valido come formato durevole ed economico, tanto che molte infrastrutture di produzione televisiva hanno tuttora un videoregistratore o due in uso.
È ancora usato in ambienti industriali, nonostante anche in questi stia essendo man mano sostituito dal Betacam.

### Audio digitale
Il formato U-matic è stato usato come sistema per la registrazione dell'audio digitale. Molte registrazioni audio digitali degli anni ottanta hanno usato questo supporto come master. Il registratore Sony PCM-1600 (più propriamente un adattatore PCM) usava un registratore U-matic come supporto di registrazione. L'output standard del PCM-1600 era uno "pseudo video" in formato 525/60, che appariva visivamente come un insieme di quadrati vibranti che potevano essere videoregistrati. Il PCM-1600 fu il primo sistema usato per la realizzazione dei compact disc nei primi anni 80, e la frequenza di campionamento dei CD di 44.1 kHz si basa proprio sul calcolo ottimale di aggancio del sincronismo orizzontale dell'U-matic. I successivi PCM-1610 e 1630 continuavano a usare nastri U-matic come supporto.